# Ostrov (Pskov)
Óstrov es una ciudad ubicada en el óblast de Pskov, Rusia, a la orilla del río Velíkaya, al sur del lago Peipus. Se encuentra a 55 km al sur de Pskov —la capital del óblast— y a pocos kilómetros al este de Letonia. En el año 2010 tenía una población de unos 21 500 habs.

## Historia
Se fundó como una fortaleza a finales del siglo XIII y fue mencionada por primera vez en 1342. Fue un importante puesto fronterizo militar durante los siglos XV y XVI, y únicamente fue conquistada en 1501 por la Orden Livona después de la batalla del Río Siritsa.